# Elecciones senatoriales de Uruguay de 1906
El 25 de noviembre de 1906 se realizaron elecciones a colegios electorales de senadores en los departamentos uruguayos de Rocha, Treinta y Tres, Rivera, Río Negro, Flores y Tacuarembó.

## Sistema electoral
Cada departamento contaba con 1 senador, por lo cual en total la cámara estaba compuesta por 19 miembros, todos ellos electos por un colegio electoral departamental. El mandato de los senadores duraba 6 años.
La elección de los senadores se realizaba por tercios cada bienio y su reelección inmediata por el mismo departamento estaba prohibida.
Cada colegio electoral contaba con 15 miembros; todos ellos ciudadanos del departamento por el que fueron elegidos. estos, además de elegir al senador, también elegían a su suplente por la jurisdicción respectiva. La elección de tanto el senador como del suplente se realizaba mediante un sistema indirecto en una reunión secreta.

## Resultado

### Totales
| Partido           | Votos | %      | Senadores obtenidos | Senadores totales | +/- |
| ----------------- | ----- | ------ | ------------------- | ----------------- | --- |
| Lista Unida PC-PN | 2,861 | 41.72  | -                   | -                 | -   |
| Partido Nacional  | 2,154 | 31.41  | 1                   | 3                 | -4  |
| Partido Colorado  | 1,842 | 26.86  | 5                   | 16                | +4  |
| Total             | 6,857 | 100.00 | 6                   | 19                | 0   |
| Fuente:           |       |        |                     |                   |     |

### Por departamento

#### Rocha
| Partido          | Votos | %      | Senadores obtenidos | +/- |
| ---------------- | ----- | ------ | ------------------- | --- |
| Partido Nacional | 1,735 | 55.38  | 1                   | 0   |
| Partido Colorado | 1,398 | 44.62  | 0                   | 0   |
| Total            | 3,833 | 100.00 | 1                   | 0   |
| Fuente:          |       |        |                     |     |

#### Treinta y Tres[8]
| Partido           | Votos | %      | Senadores obtenidos | +/- |
| ----------------- | ----- | ------ | ------------------- | --- |
| Lista Unida PC-PN | 768   | 100.00 | 1                   | 0   |
| Total             | 768   | 100.00 | 1                   | 0   |
| Fuente:           |       |        |                     |     |

#### Rivera[8]
| Partido           | Votos | %      | Senadores obtenidos | +/- |
| ----------------- | ----- | ------ | ------------------- | --- |
| Lista Unida PC-PN | 617   | 100.00 | 1                   | +1  |
| Total             | 617   | 100.00 | 1                   | 0   |
| Fuente:           |       |        |                     |     |

#### Río Negro
| Partido          | Votos | %      | Senadores obtenidos | +/- |
| ---------------- | ----- | ------ | ------------------- | --- |
| Partido Colorado | 444   | 51.45  | 1                   | +1  |
| Partido Nacional | 419   | 44.62  | 0                   | -1  |
| Total            | 863   | 100.00 | 1                   | 0   |
| Fuente:          |       |        |                     |     |

#### Flores[8]
| Partido           | Votos | %      | Senadores obtenidos | +/- |
| ----------------- | ----- | ------ | ------------------- | --- |
| Lista Unida PC-PN | 593   | 100.00 | 1                   | +1  |
| Total             | 593   | 100.00 | 1                   | 0   |
| Fuente:           |       |        |                     |     |

#### Tacuarembó[8]
| Partido           | Votos | %      | Senadores obtenidos | +/- |
| ----------------- | ----- | ------ | ------------------- | --- |
| Lista Unida PC-PN | 593   | 100.00 | 1                   | +1  |
| Total             | 593   | 100.00 | 1                   | 0   |
| Fuente:           |       |        |                     |     |